# Vitis sinocinerea
Vitis sinocinerea là một loài thực vật hai lá mầm trong họ Nho. Loài này được W.T. Wang miêu tả khoa học đầu tiên năm 1979.